# Planxty
Planxty é uma banda irlandesa de música tradicional, formada em 1972.

## Integrantes
Christy Moore (vocal, violão, bodhrán)

Dónal Lunny (bouzouki, violão)

Andy Irvine (vocal, bandolim, mandola, bouzouki, viola de roda, harmónica)

Liam O'Flynn (uilleann pipes, tin whistle) 

Não fixos

Johnny Moynihan 

Matt Molloy

Paul Brady

## Discografia
- Planxty (1973)
- The Well Below the Valley (1973)
- Cold Blow and the Rainy Night (1974)
- After the Break (1979)
- The Woman I Loved So Well (1980)
- Words & Music (1983)
- AMS (1984)
- Live 200 (2004)